# Alfred Jensen (slavist)
 For alternative betydninger, se Alfred Jensen. (Se også artikler, som begynder med Alfred Jensen)
Alfred Anton Jensen (født 30. september 1859 i Hälsingtuna socken, Gävleborgs län, Sverige og død 15. september 1921 i Wien) var en svensk forfatter og slavist, kendt som oversætter fra adskillige slaviske sprog. Han var fra 1897 gift med Karin Jensen, født Lidforss, ligeledes oversætter.

## Liv
Jensen blev student 1878, studerede ved Uppsala universitet fra efteråret 1879 og skrev sig ind på Gästrike-Hälsinge nation, var 1884-87 ansat ved redaktionen for Göteborgs Handels- och Sjöfartstidning, opholdt sig 1888-1890 i Tyskland, Serbien og Bulgarien samt i 1890-erne i længere perioder i slaviske lande, derpå i Wien og flyttede 1901 til Stockholm som medlem af Svenska Akademiens Nobelinstitut.
Alfred Jensen var sin tids mest fremstående kender af slavisk kultur og politiske forhold. Den indsigt, som han opnåede gennem sine rejser, omsatte han i stribevis af bøger, mere eller mindre udtalte rejsebeskrivelser. Hans skrivestil var let læst og medrivende, altid levende og engagerende. Hans forfatterskab udgør en litteraturskat af uvurderlig værdi for den eftertid, der vil danne sig et samtidigt indtryk af forholdene i slaviske lande frem til 1. verdenskrig. På dansk foreligger hans bidrag til det nordiske samleværk "Det nittende Aarhundrede skildret af Nordiske Videnskabsmænd", hvor han ene mand og helt suverænt skrev bind 5: "Slavisk Kultur i Det Nittende Aarhundrede", Nordisk Forlag 1921.

## Anerkendelser og hæderspriser
Jensen fik tre gange det Letterstedtska översättningspriset, fik 1905 Svenska Akademiens kungliga pris og 1906 det af Sienkiewicz donerede anslaget for arbejder vedrørende Polen. År 1905 blev Jensen medlem af den litterære kommission i Vetenskapsakademien i Kraków, Ved Upsala Universitets jubilæum 1907 blev han udnævnt til æresdoktor, og 1908 blev han korresponderende medlem af Sydslaviska akademien i Agram samt var hædersmedlem af de polske litteratursamfund i Rapperswil og Posen. Han valgtes til æresmedlem af Gästrike-Hälsinge nation 1907.

## Oversættelser
Jensen var en fremstående oversætter til svensk af litteratur på slaviske sprog på vers og prosa. Han oversatte:
- Gogol: "Rysska bilder",
- Turgenjev: "Senilia" (1883),
- Pusjkin: "Eugen Onegin" (1889),
- Saltykov-Sjtjedrin: "Småstadslif" (1890), et serbisk heltedigt i dramatisk form ("Bergkransen", 1890, belønnet med Svenska akademiens anden pris),
- bynovellerne "Från Serbien och Montenegro" (1891),
- Mikulitj: "Mimotschka" (1892),
- Mikhail J. Lermontov: "Bönen" (i: Ord och Bild 1893; s. 402)
- Mikhail J. Lermontov: "Testamentet" (i: Ord och Bild 1893; s. 411)
- Mikhail J. Lermontov: "Profeten" (i: Ord och Bild 1893; s. 426)
- Mikhail J. Lermontov: "Kosackisk vaggvisa" (i: Ord och Bild 1893; s. 426)
- Mikhail J. Lermontov: "Demonen" og "Klostergossen" (1893),
- "Ur Böhmens moderne digtning" (fra tjekkisk, 1894),
- "Ür Svatopluk Cech’s "I lindens skuggs"" (i: Ord och Bild 1895; s. 329-332)
- "Ur slavernas diktvärld" (1896),
- Adam Mickiewicz: "Farys" (Ord och Bild 1897)
- Adam Mickiewicz: "Improvisationen" (Ord och Bild 1898)
- Adam Mickiewicz: "Herr Tadeusz" (1898),
- Svatopluk Čech: "Dikter" (1898),
- Aškerc: "Sloveniska ballader" (1901),
- Vojnivič, "Xanta" (1902),
- Andrejev: "Tanken" (1903),
- Zeyer: "Berättelser och sagor" (1904),
- den russiske novellesamling "Dödens tystnad" (1905) og ukrainske noveller af Mychajlo Kotsjubynskyj (1909 og 1918) samt samlingerne:
- "Polska skalder" (fire bind, 1899-1906).
- "Ukrainska diktprov" (Ord och Bild 1919)

## Forfatterskab
Alfred Jensen forfattede talrige bøger og skrev desuden et meget stort antal litteraturhistoriske bidrag til tidskrifter og forfattede:
- Kristo Botjov. En bulgarisk frihetsskald (1891),
- "En rumänisk skaldinna" (i: Ord och Bild 1892; s. 363-367, om Julia Petriceico Hasdeu)
- "Nadson (1862—1887). En modern rysk lyriker" (i: Ord och Bild 1892; s. 514-519)
- "Lermontov, »Kavkaziens Byron»" (i: Ord och Bild 1893; s. 427-432)
- Ragusa. En sydslavisk literaturstudie (1894),
- "Ivan Turgenjevs moder. Några minnen från Turgenjevs barndomshem" (i: Ord och Bild 1894; s. 33-39)
- Slavia. Kulturbilder från Volga till Donau (1896),
- Slavia. Ny följd, Från Donau till Adria och Bosporen (Stockholm: Bonnier 1897)
- Ryska skaldeporträtt (1898),
- Habsburg. Några minnen och studier (Stockholm 1899),
- Gundulićc und sein Osman (1900),
- Resebilder (1901),
- "Ragusa" (i: Ord och Bild 1901, s. 169-176)
- Jaroslav Vrchlický (1904; tjekisk oversættelse 1906),
- Svenska bilder i polska vitterheten (1904; polsk oversættelse 1907),
- Tsardömet vid skiljovägen (1905),
- "En rysk världstragedi" (i: Ord och Bild, 1906, s. 617-620)
- "Svenskarna i Prag" (i: Ord och Bild, 1907, s. 465-481)
- Rysk kulturhistoria (tre bind, 1908),
- Mazepa. Historiska bilder från Ukraina och Karl XII:s dagar (Lund 1909),
- Smärre bidrag till det trettioåriga krigets historia (1910),
- Svenska minnen från Böhmen och Mähren. Kulturhistoriska skisser från trettiåriga kriget (Lund 1910),
- Kors och halfmåne. Reseskisser från den europeiska orienten (Stockholm 1911),
- Rysk litteratur (1912),
- Makedonien och Bulgarien (i Svensk Tidskrift 1912),
- "Ur Bulgariens nya litteratur" (i: Ord och Bild 1913; s. 227-236)
- "Herr Pasek. En polsk kulturbild från 1600-talet" (i: Ord och Bild 1915; s. 15-24)
- Slavarna och värdskriget. Reseminnen och intryck från Karpaterna till Balkan 1915-16 (Stockholm 1916),
- Från Balkan. Sydslaviska kulturskisser (Stockholm 1917),
- Från barbari till revolution (1918),
- "Ukraina" (Ord och Bild 1919, s. 527-536)
- Söderhamns historia (to bind, 1919-20),
- "Polen" (i: Ord och Bild 1920; s. 459-471)
- "Den tjeckoslovakiska republiken" (i Svensk Tidskrift 1920)
- Slavisk kultur och litteratur under nittonde århundradet (1920),
- På Romanovs och Habsburgs ruiner (1921),

Alfred Jensen skrev desuden et stort antal artikler vedrørende slavisk litteratur og historie til Nordisk familjeboks anden udgave, samt digtsamlingerne
- På fjärran stig. Poetiska resebilder (1893),
- Nya dikter (1895),
- Färdeminnen (1907),
- Gnistor från världsbranden (1917),
- Stilla stunder (1920).

I sine digte omsatte han sine rejseindtryk.
Han var medudgiver af 4-bindsværket "Nationernas bibliotek", hvortil han selv leverede bidrag om polsk litteratur, om Ukraines genskabelse ved slutningen af 1. verdenskrig, om ukrainsk litteratur, om de politiske institutioner i Bulgarien samt om bulgarsk litteratur. Han oversatte "Montenegros ärekrans" (to sydslaviske digte, 1913).

## Gravsted
Alfred Jensen blev begravet på kirkegården Inzersdorf ved Wien.